# IC 2025
IC 2025 је спирална галаксија у сазвјежђу Мрежица која се налази на листи објеката дубоког неба у Индекс каталогу.
Деклинација објекта је - 53° 3' 54" а ректасцензија 4h 0m 22,8s. Привидна величина (магнитуда) објекта IC 2025 износи 15,3 а фотографска магнитуда 16,1. IC 2025 је још познат и под ознакама ESO 156-28, PGC 14257.